# Ricardo Visus (futbolista)
Ricardo Visus Contreras (Madrid, 24 de abril de 2001) es un futbolista profesional español que juega de defensa central en el Almere City F. C. de la Eredivisie.

## Trayectoria
Inició su carrera en la U. D. Santa Marta. desde donde llegó a los juveniles del Real Betis Balompié en el verano de 2018. En su último año como juvenil disputó ocho partidos oficiales con el Betis Deportivo. 
En la temporada 2020-21 fue cedido al filial del Córdoba C. F. y en la siguiente  volvió a jugar a préstamo en el   primer equipo del Córdoba C. F..
Debutó en primera división con el Real Betis en la jornada 10 de la temporada 2023-24, en el partido contra el Getafe C. F..
Tras renovar con el equipo verdiblanco hasta 2027, el 13 de julio de 2024 se oficializó su cesión al Almere City F. C. de la Eredivisie.

## Clubes
Actualizado al último partido disputado el 22 de septiembre de 2024.
| Club                            | País         | Año       | Partidos | Goles |
| ------------------------------- | ------------ | --------- | -------- | ----- |
| Betis Deportivo                 | España       | 2019-act. | 58       | 3     |
| Real Betis                      | España       | 2020-act. | 4        | 0     |
| Córdoba C.F. "B" (cedido)       | España       | 2020-2021 | 22       | 1     |
| Córdoba Club de Fútbol (cedido) | España       | 2020-2022 | 16       | 0     |
| Almere City FC (cedido)         | Países Bajos | 2024-act. | 4        | 0     |